# 万涤寰
万涤寰（1907年—?1990年后），是一名生于中国江苏南京市的中国电影制片人，与兄弟万籁鸣、万古蟾、万超尘并称开创中国动画先河的万氏兄弟。

## 生平
万涤寰毕业于上海东方艺术专门学校，曾帮助兄长万籁鸣制作过《舒振東華文打字機》等动画片。1932年，他退出万籁鸣开设的公司，开始经营照相馆。1937年抗日战争开始后，万涤寰仍留在上海，负责照顾家人。
1955年后，作为中国一五计划对洛阳援建的一部分，万涤寰把照相馆搬到了洛阳，从此在河南洛阳定居、工作。妻子则带子女回至南京的老宅。其后，万涤寰只身在洛阳工作三十年，年老后回南京定居。万涤寰共有六子一女。
万涤寰曾参与动画片《铁扇公主》（1941年）和《大闹天宫》（1964年）的制作。